# Pulse (pel·lícula de 2006)
Pulse és una pel·lícula de terror estatunidenca de 2006 escrita per Wes Craven i Ray Wright, i dirigida per Jim Sonzero. És un remake de la pel·lícula de terror japonesa de Kiyoshi Kurosawa de 2001 Kairo. La pel·lícula és protagonitzada per Kristen Bell, Ian Somerhalder i Christina Milian. La pel·lícula va generar dues seqüeles directes a DVD: Pulse 2: Afterlife i Pulse 3, ambdues llançades el 2008.

## Argument
Quan Josh Ockmann entra a una fosca biblioteca universitària amb la intenció de conèixer el seu amic Douglas Ziegler, és atacat per un esperit humanoide que li xucla la força vital. Uns dies després, la xicota de Josh, Mattie Webber, visita el seu apartament, veient proves que no ha estat ben conservat. Josh li diu a Mattie que esperi a la cuina mentre marxa. Mentre espera troba el gat mascota de Josh, tancat en un armari i morint de greu malnutrició. Però quan s'afanya a dir-li-ho, descobreix que s'ha suïcidat penjant-se amb un cable d'Internet.
La Mattie i els seus amics comencen a rebre missatges en línia de Josh demanant ajuda, però suposen que l'ordinador d'en Josh encara està encès i que un virus està creant els missatges. Mattie s'assabenta que l'ordinador de Josh ha estat venut a Dex McCarthy, que troba una sèrie de vídeos estranys a l'ordinador. Mattie rep un paquet que Josh va enviar dos dies abans de la seva mort. A dins hi ha rotllos de cinta vermella i un missatge que li diu que la cinta els manté fora, encara que ell no sap per què. Més tard, Dex visita a Mattie i li mostra els missatges de vídeo que Josh estava enviant a Ziegler. Josh havia piratejat el sistema informàtic de Ziegler i després va distribuir un virus. Aquest virus havia desbloquejat un portal que connectava el regne dels vius amb el regne dels morts. Josh creia que havia codificat un comptador del virus i volia conèixer Ziegler a la biblioteca. El contraprograma de Josh es troba en una llapis de memòria enganxat a la carcassa de l'ordinador amb cinta vermella.
En Dex i en Mattie visiten Ziegler i troben la seva habitació completament arrebossada amb cinta vermella. Creuen que la burocracia manté els esperits fora. Ziegler els parla d'un projecte en el qual va treballar on va trobar "freqüències que ningú sabia que existien". L'obertura d'aquestes freqüències va permetre d'alguna manera als esperits viatjar al món dels vius. Ziegler també els diu que aquests esperits "te treuen la voluntat de viure" i on trobar el servidor principal infectat amb el virus.
Dex i Mattie troben el servidor i pugen la solució de Josh, fent que el sistema s'estavelli i els esperits desapareguin. Moments després, però, el sistema es reinicia i els ànims tornen, deixant a Mattie i Dex sense més remei que fugir de la ciutat amb cotxe. Per la ràdio del cotxe, Mattie i Dex escolten un informe de l'exèrcit que anuncia la ubicació de diverses "zones segures" on no hi ha connexions a Internet, telèfons mòbils o televisors. Mentre Dex i Mattie condueixen cap a una zona segura, s'escolta una veu en off de Mattie que diu: "No podrem tornar mai enrere. Les ciutats són seves. Les nostres vides són diferents ara. Què ens havia de connectar a una sola. un altre, en canvi, ens va connectar amb forces que mai podríem imaginar. El món que coneixíem ha desaparegut, però la voluntat de viure no mor. La pel·lícula tanca mostrant diversos clips de ciutats abandonades, que inclou una finestra d'un apartament amb Josh mirant-hi.

## Repartiment
- Kristen Bell com a Mattie
- Ian Somerhalder com a Dexter
- Christina Milian com a Isabelle Fuentes
- Rick Gonzalez com a Stone
- Jonathan Tucker com a Josh
- Samm Levine com a Tim
- Octavia Spencer com a propietària
- Ron Rifkin com el Dr. Waterson
- Joseph Gatt com a figura fosca
- Kel O'Neill com Douglas Ziegler
- Zach Grenier com a professor Cardiff
- Riki Lindhome com a Janelle
- Robert Clotworthy com a Calvin
- Brad Dourif com Thin Bookish Guy
- Christine Barger com a noia gòtica

## Producció

### Desenvolupament
Després de l'estrena de Kairo al Un Certain Regard, Dimension Films va adquirir els drets de la pel·lícula japonesa, així com els drets d'un remake. Wes Craven es va adjuntar a Pulse poc després. Inicialment s'esperava que Kiyoshi Kurosawa, director de la pel·lícula original, dirigís el remake abans que Craven s'impliqués oficialment. El juny de 2002, Craven havia escrit el guió amb Vince Gilligan, amb Kirsten Dunst buscant el paper principal. Craven va treballar a la pel·lícula fins al 2003, quan Harvey Weinstein i Bob Weinstein van demanar a Craven que dirigís Cursed en canvi; Craven va declinar per falta d'interès. Quan faltaven deu dies per al rodatge, l'estudi va desconnectar la pel·lícula com a mitjà per atraure a Craven a Cursed. L'abril de 2004, el projecte es va reviscolar. Jim Sonzero va assumir el càrrec de director i va treballar amb el guionista de Hellraiser: Deader Tim Day per a reescriure. Day seria substituït més tard per Ray Wright.

### Preproducció
El març de 2005, els informes van indicar que Craven encara estava involucrat en el projecte. Tanmateix, quan parlava amb Fangoria en el moment de l'estrena de la pel·lícula, Craven va dir que no estava involucrat en la realització de la pel·lícula. A finals de mes, Kristen Bell i Steve Talley es van unir al repartiment. Ian Somerhalder i Christina Milan van completar el repartiment a l'abril i al juny. Les darreres incorporacions al repartiment van incloure Jonathan Tucker, Corryn Cummins, Rick Gonzalez, Riki Lindhome, Samm Levine, Amanda Tepe i Joseph Gatt.

### Rodatge
La producció principal de Pulse va començar el juny de 2005 a Romania.

## Estrena
Pulse es va estrenar l'11 d'agost de 2006 per Dimension Films. La pel·lícula es va estrenar inicialment el 3 de març de 2006.

## Recepció

### Taquilla
La pel·lícula va recaptar més de 8 milions de dòlars el cap de setmana d'estrena als Estats Units. En tancar-se el 12 d'octubre de 2006, la pel·lícula havia recaptat poc més de 20 milions de dòlars als Estats Units, juntament amb el total de taquilla estrangera, poc més de 7,5 milions de dòlars, per una recaptació mundial de gairebé 28 milions de dòlars, en comparació amb un pressupost de producció. d'aproximadament 20,5 milions de dòlars. Com a lloguer de DVD, la pel·lícula ha recaptat 25 milions de dòlars més.

### Recepció crítica
En ser llançada Pulse va ser rebut negativament per la crítica. Al web de l’agregador de ressenyes Rotten Tomatoes l’11 % de les 73 ressenye eren posities, amb una puntuació de 3,7/10. El consens del web diu: "Un altre remake nord-americà ranci d'una pel·lícula de terror japonesa d'èxit, Pulse passa per alt la substància emocional de l'original i sobrecompensa amb visuals enginyoses i tots els tòpics de terror coneguts". A Metacritic, la pel·lícula té un 27 sobre 100, que indica "crítiques generalment desfavorables".
Jamie Russell de la BBC va donar a la pel·lícula 2/5 estrelles, i va escriure que el director Sonzero "reinicia el temor apocalíptic de l'original per produir un remake que no és una actualització". Frank Scheck de The Hollywood Reporter va dir que la pel·lícula "no és tan espantosa com veure com s'estavella el teu disc dur o tenir el teu BlackBerry avorrit enmig d'una trucada vital." Robert Koehler de Variety va escriure: "A diferència de les opcions de narració de Kurosawa, que posaven l'accent en una comprensió dilatada del temps i una sensació de por atmosfèrica que no podia acabar d’estar ben fixat, el nou Pulse ho pren tot al peu de la lletra i està més preocupat per convertir Mattie en una guapa rossa en angoixa."
Nick Schager de Slant va ser més positiu en la seva ressenya, anomenant-la "una pel·lícula de terror raonablement sinistra que aprofita fidelment el temor irracional i existencial i la desconfiança de la tecnologia del seu predecessor." Li va donar 2,5/4 estrelles.
El 2011, The Hollywood Reporter va incloure Pulse en una llista titulada: "Halloween Gone Wrong: The 10 Least Scary Movies of All Time".

## Seqüeles
La pel·lícula va ser seguida de dues seqüeles: Pulse 2: Afterlife, i Pulse 3. Tots dos es van estrenar el 2008 i van ser escrits i dirigits per Joel Soisson.